# Gare de Luçay-le-Mâle
La gare de Luçay-le-Mâle est une gare ferroviaire française, de la ligne de Salbris au Blanc, située sur le territoire de la commune de Luçay-le-Mâle, dans le département de l'Indre, en région Centre-Val de Loire.
C'est une gare de la Société nationale des chemins de fer français (SNCF) qui n'est desservie que par la ligne touristique du Train du Bas-Berry, en saison estivale.

## Situation ferroviaire

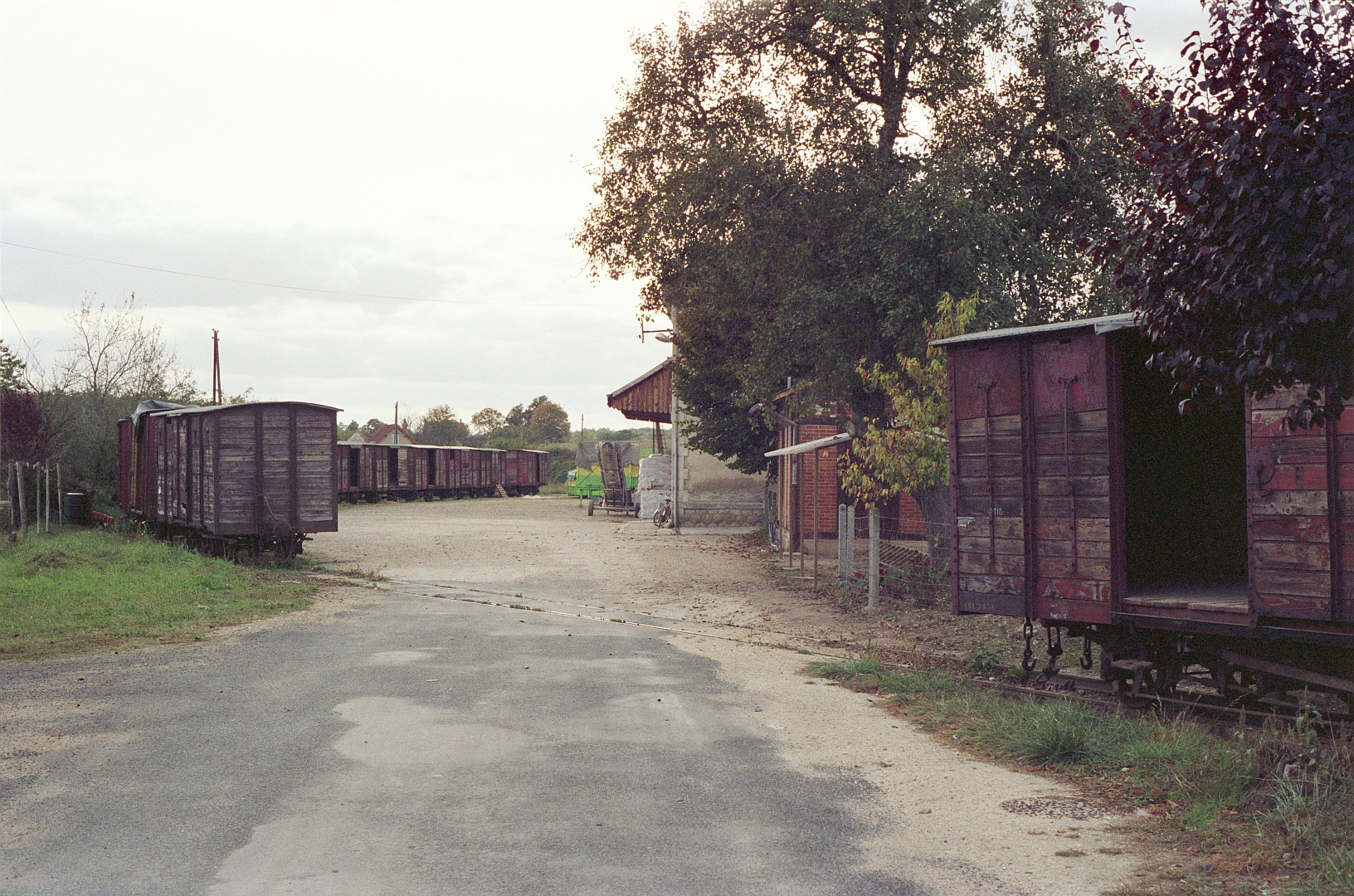
La cour de la gare en 1989 avec la voie de débord aujourd'hui déposée.

Établie à 117 mètres d'altitude, la gare de Luçay-le-Mâle est située au point kilométrique (PK) 240,655 de la ligne de Salbris au Blanc, entre les gares de La Gauterie et de La Foulquetière.

## Histoire
La gare de Luçay-le-Mâle est construite dans le style « Blanc-Argent », avec un bâtiment voyageur et une halle accolée. Elle est mise en service, le 6 octobre 1902, avec l'ouverture de la voie entre la gare de Romorantin et la gare d'Écueillé.
L'ensemble de la ligne entre Luçay-le-Mâle et Argy fait l’objet d’une inscription au titre des monuments historiques, depuis le 18 janvier 1993.
En ce qui concerne la gare de Luçay-le-Mâle plus spécifiquement, cette inscription partielle concerne les façades et toitures du bâtiment voyageur, la halle à marchandises attenante, la lampisterie, le quai, un puits, la plateforme, et les voies armées de rails à double champignon[réf. nécessaire].
Depuis 2005, elle devient la gare terminus de la ligne du Train du Bas-Berry.
Depuis le début du mois d'octobre 2009, les trains TER Centre qui assuraient la relation entre Salbris et Luçay-le-Mâle sont limités à Valençay. La ligne entre Valençay et Luçay-le-Mâle est alors fermée, en raison de l'état vétuste des voies.
En 2019, le train touristique du Bas-Berry effectue des circulations jusqu'à Valençay, permettant ainsi la correspondance avec les trains TER Centre-Val de Loire après une première campagne de désherbage en mars 2019 et un train inaugural en avril 2019. Depuis le 1er juillet 2023, un service de Vélorails (Vélorail de Valençay) a été mis en service entre Valençay et Luçay le Mâle, fonctionnant des vacances de printemps à fin août.

### Fréquentation
La fréquentation de la gare est détaillée dans le tableau ci-dessous :
| 2014   | 2015   | 2016   | 2017   | 2018   | 2019   | 2020   | 2021   | 2022   | 2023   |
| ------ | ------ | ------ | ------ | ------ | ------ | ------ | ------ | ------ | ------ |
| 11 584 | 15 277 | 15 517 | 14 251 | 12 893 | 12 090 | 12 396 | 20 077 | 30 316 | 21 786 |

## Service des voyageurs

### Accueil

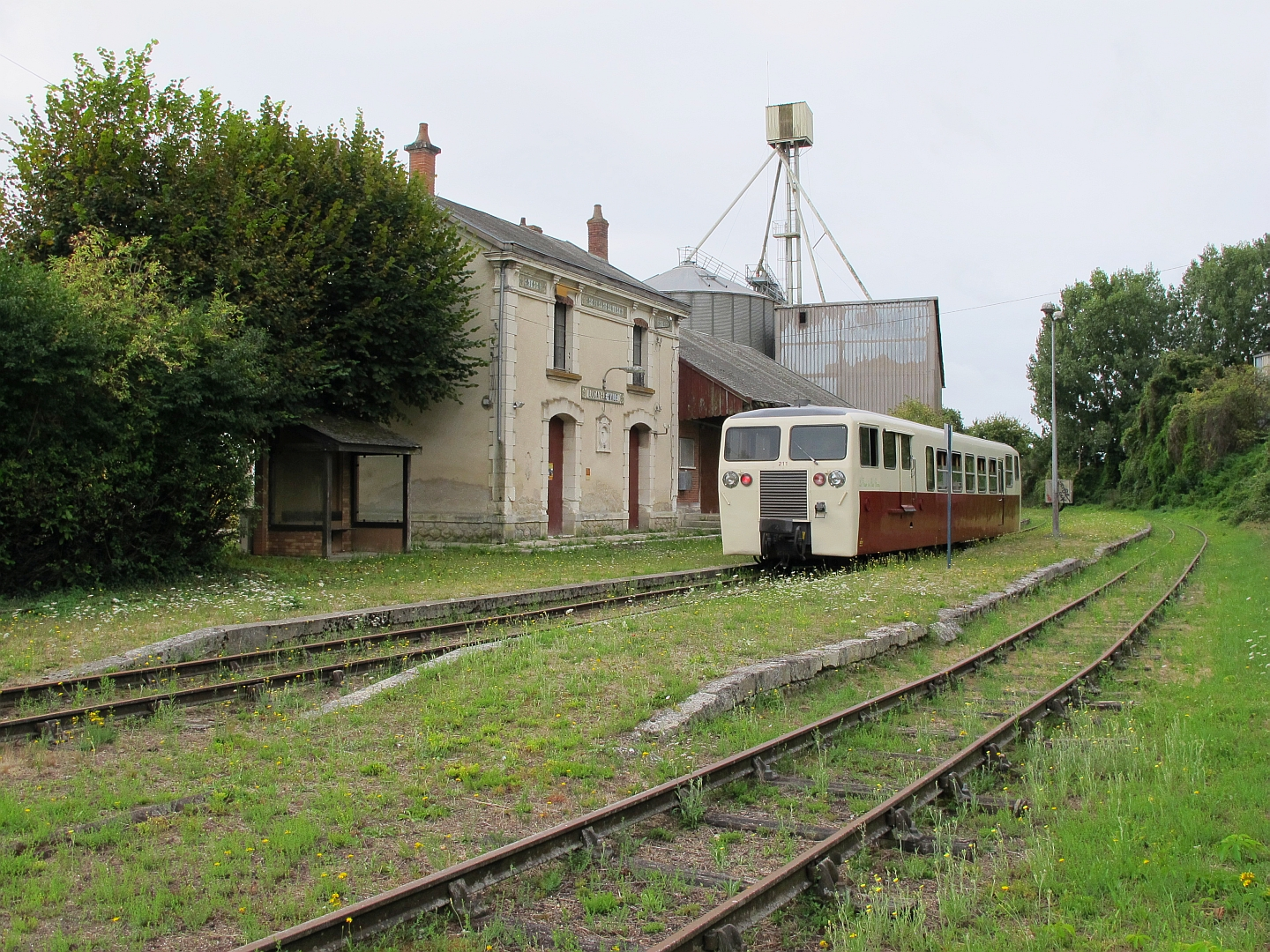
L'X 211 du Train du Bas-Berry.

La gare est fermée au service voyageurs.

### Desserte
En saison estivale, Luçay-le-Mâle est desservie par la ligne touristique du Train du Bas-Berry et le Vélorail de Valençay. 

### Intermodalité
Luçay-le-Mâle est desservie par un service d'autocars en remplacement du train, qui circulent entre Valençay et Luçay-le-Mâle. Elle est également desservie par la ligne 7 du réseau d'autocars TER Centre-Val de Loire.